# Trace (théorie des ensembles)
Pour les articles homonymes, voir Trace.
En mathématiques, l'intersection {\displaystyle X\cap A} de deux ensembles s'appelle quelquefois « trace de {\displaystyle X} sur {\displaystyle A} ». Si {\displaystyle {\mathcal {F}}} est une famille d'ensembles (ou un ensemble d'ensembles), on appelle encore « trace de {\displaystyle {\mathcal {F}}} sur {\displaystyle A} » l'ensemble {\displaystyle {\mathcal {F}}_{A}} des traces sur {\displaystyle A} des ensembles appartenant à {\displaystyle {\mathcal {F}}} :
{\displaystyle {\mathcal {F}}_{A}=\{X\cap A\mid X\in {\mathcal {F}}\}}.

## Référence
N. Bourbaki, Théorie des ensembles, p. II.27, aperçu sur Google Livres.